# U-502 (tàu ngầm Đức)
U-502 là một tàu ngầm tấn công  Lớp Type IX thuộc phân lớp Type IXC được Hải quân Đức Quốc Xã chế tạo trong Chiến tranh Thế giới thứ hai. Nhập biên chế năm 1941, nó đã thực hiện được bốn chuyến tuần tra, đánh chìm được 14 tàu buôn với tổng tải trọng 78.843 GRT, đồng thời gây hư hại cho hai tàu buôn với tổng tải trọng 23.797 GRT. Trong chuyến tuần tra cuối cùng, U-502 bị một máy bay ném bom Vickers Wellington của Không quân Hoàng gia Anh đánh chìm trong vịnh Biscay vào ngày 6 tháng 7, 1942.

## Thiết kế và chế tạo

### Thiết kế
Thiết kế của tàu ngầm Type IXC có kích thước hơi nhỉnh hơn so với phân lớp Type IXB dẫn trước. Chúng có trọng lượng choán nước 1.120 t (1.100 tấn Anh) khi nổi và 1.232 t (1.213 tấn Anh) khi lặn. Con tàu có chiều dài chung 76,76 m (251 ft 10 in), lớp vỏ trong chịu áp lực dài 58,75 m (192 ft 9 in), mạn tàu rộng 6,76 m (22 ft 2 in), chiều cao 9,60 m (31 ft 6 in) và mớn nước 4,70 m (15 ft 5 in).
Chúng trang bị hai động cơ diesel MAN M 9 V 40/46 siêu tăng áp 9-xy lanh 4 thì, tổng công suất 4.400 PS (3.200 kW; 4.300 bhp), dẫn động hai trục chân vịt đường kính 1,92 m (6,3 ft), cho phép đạt tốc độ tối đa 18,3 kn (33,9 km/h), và tầm hoạt động tối đa 13.450 nmi (24.910 km) khi đi tốc độ đường trường 10 kn (19 km/h). Khi đi ngầm dưới nước, chúng sử dụng hai động cơ/máy phát điện Siemens-Schuckert 2 GU 345/34 tổng công suất 1.000 PS (740 kW; 990 shp). Tốc độ tối đa khi lặn là 7,3 kn (13,5 km/h), và tầm hoạt động 63 nmi (117 km) ở tốc độ 4 kn (7,4 km/h). Con tàu có khả năng lặn sâu đến 230 m (750 ft).
Vũ khí trang bị có sáu ống phóng ngư lôi 53,3 cm (21 in), bao gồm bốn ống trước mũi và hai ống phía đuôi, và mang theo tổng cộng 22 quả ngư lôi 53,3 cm (21 in). Tàu ngầm Type IX trang bị một hải pháo 10,5 cm (4,1 in) SK C/32 với 110 quả đạn, một pháo phòng không 3,7 cm (1,5 in) SK C/30 và hai pháo phòng không 2 cm (0,79 in) C/30. Thủy thủ đoàn bao gồm 4 sĩ quan và 44 thủy thủ.

### Chế tạo
U-502 được đặt hàng vào ngày 25 tháng 9, 1939, và được đặt lườn tại xưởng tàu Deutsche Werft ở Hamburg vào ngày 2 tháng 4, 1940. Nó được hạ thủy vào ngày 18 tháng 2, 1941, và nhập biên chế cùng Hải quân Đức Quốc Xã vào ngày 31 tháng 5, 1941 dưới quyền chỉ huy của Hạm trưởng, Đại úy Hải quân Jürgen von Rosenstiel.

## Lịch sử hoạt động
Sau khi hoàn tất việc chạy thử máy và huấn luyện trong thành phần Chi hạm đội U-boat 2, U-502 tiếp tục phục vụ cùng đơn vị này để hoạt động trên tuyến đầu cho đến khi bị mất.

### 1941

#### Chuyến tuần tra thứ nhất
U-502 khởi hành từ cảng Kiel, Đức vào ngày 29 tháng 9, 1941 cho chuyến tuần tra đầu tiên trong chiến tranh. Nó tiến ra Bắc Hải, rồi băng qua khe GI-UK giữa Iceland và quần đảo Faroe để vòng qua quần đảo Anh và hoạt động tại khu vực Trung tâm Bắc Đại Tây Dương. Ở vị trí về phía Nam Iceland vào ngày 7 tháng 10, nó phóng ngư lôi tấn công chiếc tàu xưởng săn cá voi Svend Foyn 14.795 GRT, vốn bị rơi lại phía sau Đoàn tàu HX-152 trong hành trình từ New York sang Liverpool. Con tàu Anh chỉ bị hư hại, và được tàu corvette Anh HMS Sunflower hộ tống đi đến Reykjavík vào ngày 11 tháng 10. U-502 kết thúc chuyến tuần tra khi quay trở về cảng Lorient bên bờ Đại Tây Dương của Pháp đã bị Đức chiếm đóng, đến nơi vào ngày 9 tháng 11.

#### Chuyến tuần tra thứ hai
U-502 xuất phát từ Lorient vào ngày 18 tháng 12 cho chuyến tuần tra tiếp theo. Tuy nhiên con tàu gặp trục trặc kỹ thuật ngay trong vịnh Biscay nên buộc phải quay trở lại căn cứ vào ngày 22 tháng 12.

### 1942

#### Chuyến tuần tra thứ tư – Bị mất
U-502 sau đó lên đường quay trở về căn cứ, nhưng đến 04 giờ 45 phút ngày 6 tháng 7, trong vịnh Biscay về phía Tây La Rochelle, chiếc tàu ngầm bị phát hiện bởi một máy bay ném bom Vickers Wellington trang bị đèn Leigh thuộc Liên đội 172 Không quân Hoàng gia Anh, do Thiếu úy Wiley B. Howell, một phi công tình nguyện Hoa Kỳ chỉ huy. Chiếc Wellington đã thả mìn sâu tấn công, đánh chìm U-502 tại tọa độ 46°10′B 06°40′T / 46,167°B 6,667°T; toàn bộ 52 thành viên thủy thủ đoàn của U-502 đều đã tử trận.
U-502 trở thành tàu ngầm U-boat đầu tiên bị một máy bay Vickers Wellington đánh chìm, và cũng là nạn nhân đầu tiên của đèn Leigh. Thiếu úy Wiley B. Howell được tặng thưởng Huân chương Chữ thập bay Dũng cảm (DFC: Distinguished Flying Cross) do thành tích đánh chìm chiếc U-boat. Howell sau này quay trở lại phục vụ cùng Hải quân Hoa Kỳ, trở thành hạm trưởng tàu sân bay USS Bennington trong giai đoạn 1965–1966.

### "Bầy sói" tham gia
U-502 từng tham gia một bầy sói:
- Reissewolf (21 – 30 tháng 10, 1941)

### Tóm tắt chiến công
U-502 đã đánh chìm được 14 tàu buôn với tổng tải trọng 78.843 GRT, đồng thời gây hư hại cho hai tàu buôn với tổng tải trọng 23.797 GRT:
| Ngày             | Tên tàu           | Quốc tịch      | Tải trọng | Số phận      |
| ---------------- | ----------------- | -------------- | --------- | ------------ |
| 7 tháng 10, 1941 | Svend Foyn        | United Kingdom | 14.795    | Bị hư hại    |
| 16 tháng 2, 1942 | Monagas           | Venezuela      | 2.650     | Bị đánh chìm |
| 16 tháng 2, 1942 | San Nicholas      | United Kingdom | 2.391     | Bị đánh chìm |
| 16 tháng 2, 1942 | Tia Juana         | United Kingdom | 2.395     | Bị đánh chìm |
| 22 tháng 2, 1942 | J.N.Pew           | United States  | 9.033     | Bị đánh chìm |
| 23 tháng 2, 1942 | Sun               | United States  | 9.002     | Bị hư hại    |
| 23 tháng 2, 1942 | Thalia            | Panama         | 8.329     | Bị đánh chìm |
| 11 tháng 5, 1942 | Cape of Good Hope | United Kingdom | 4.963     | Bị đánh chìm |
| 24 tháng 5, 1942 | Gonçalves Dias    | Brazil         | 4.996     | Bị đánh chìm |
| 28 tháng 5, 1942 | Alcoa Pilgrim     | United States  | 6.759     | Bị đánh chìm |
| 3 tháng 6, 1942  | M.F. Ellliot      | United States  | 6.940     | Bị đánh chìm |
| 9 tháng 6, 1942  | Bruxelles         | Belgium        | 5.085     | Bị đánh chìm |
| 9 tháng 6, 1942  | Franklin K. Lane  | United States  | 6.589     | Bị đánh chìm |
| 15 tháng 6, 1942 | Cold Harbor       | Panama         | 5.010     | Bị đánh chìm |
| 15 tháng 6, 1942 | Scottsburg        | United States  | 8.001     | Bị đánh chìm |
| 15 tháng 6, 1942 | West Hardaway     | United States  | 5.702     | Bị đánh chìm |